# 边缘学说
边缘学说是指與公认的主流学术观点迥然不同的學術理論。自然科学以及人文科学領域均存在邊緣學說。一旦边缘理论被人廣泛接受，就很有可能会出现虚假平衡等问题。